# Karel Vítek (judista, 1923)
Karel Vítek (* 9. listopadu 1923 – 2004 Praha) byl československý a český zápasník – judista.

## Sportovní kariéra
S judem začínal ve vinohradské sokolovně v klubu těžké atletiky ČAK (dnešní Bohemians). V roce 1952 patřil k zakládajícím členům předního pražského judistického klubu Sparta Praha (tehdy DSO Spartak Praha Sokolovo). V roce 1954 startoval na mistrovství Evropy v belgickém Bruselu a v těžké váhové kategorii nad 80 kg a obsadil druhé místo za reprezentačním kolegou Zděnkem Písaříkem. Ten rok se poprvé soutěžilo mimo technických stupňů oficiálně ve váhových kategoriích, avšak britské a francouzské statistiky ročník 1954 neberou jako oficiální.
Bývá často zaměňován s významným sparťanským judistickým trenérem Karlem Vítkem (ročník 1936).